# Elecciones generales de Bolivia de 1940
Las elecciones generales de Bolivia de 1940 se celebraron el 10 de marzo de dicho año. Fueron elegidos un nuevo Presidente de la República y un nuevo Congreso Nacional.

## Resultados

### Presidente
| Candidato                                      | Partido/Alianza      | Votos   | %     |
| ---------------------------------------------- | -------------------- | ------- | ----- |
| Enrique Peñaranda del Castillo (independiente) | Concordancia         | 58 060  | 85,99 |
| José Antonio Arze (PIR)                        | PIR                  | 7645    | 11,32 |
| Bernardino Bilbao Rioja (independiente)        |                      | 1813    | 2,69  |
| Votos válidos                                  | Votos válidos        | 67 518  | 100   |
| Votos nulos                                    | Votos nulos          | ???     |       |
| Votos emitidos                                 | Votos emitidos       | ???     |       |
| Votantes registrados                           | Votantes registrados | 104 612 |       |
| Población                                      | Población            | ???     |       |
| Fuente: Gamboa                                 |                      |         |       |

- Concordancia: alianza electoral formada por Partido Liberal, PL; Partido Republicano Genuino, PRG; Partido Republicano Socialista, PRS.
- PIR - Partido de la Izquierda Revolucionaria.

### Congreso
| Partido/Alianza               | Partido/Alianza                      | Partido/Alianza      | Votos   | %     | Senadores | Diputados | Total |
| Derecha                       | Derecha                              | Derecha              | ??      | ??    | 23        | 61        | 84    |
| ----------------------------- | ------------------------------------ | -------------------- | ------- | ----- | --------- | --------- | ----- |
|                               | Partido Republicano Socialista       | PRS                  | ??      | ??    | 11        | 12        | 23    |
|                               | Partido Republicano Genuino          | PRG                  | ??      | ??    | 3         | 17        | 20    |
|                               | Partido Liberal                      | PL                   | ??      | ??    | 9         | 21        | 30    |
|                               | Partido Radical                      | PR                   | ??      | ??    | 0         | 1         | 1     |
|                               | Independientes                       | Ind                  | ??      | ??    | 0         | 9         | 9     |
|                               | Independientes (FSB)                 | Ind                  | ??      | ??    | 0         | 1         | 1     |
| Izquierda                     | Izquierda                            | Izquierda            | ??      | ??    | 04        | 48        | 52    |
|                               | Partido Socialista Unificado         | PSU                  | ??      | ??    | 4         | 18        | 22    |
|                               | Partido Socialista Independiente     | PSI                  | ??      | ??    | 0         | 15        | 15    |
|                               | Independientes                       | Ind                  | ??      | ??    | 0         | 10        | 10    |
|                               | Frente Popular de Potosí             | FPP                  | ??      | ??    | 0         | 4         | 4     |
|                               | Partido Socialista Obrero de Bolivia | PSOB                 | ??      | ??    | 0         | 1         | 1     |
| Votos válidos                 | Votos válidos                        | Votos válidos        | ???     | 100.0 | 27        | 109       | 136   |
| Votos nulos                   | Votos nulos                          | Votos nulos          | ???     |       |           |           |       |
| Votos emitidos                | Votos emitidos                       | Votos emitidos       | ???     |       |           |           |       |
| Votantes registrados          | Votantes registrados                 | Votantes registrados | 104 612 |       |           |           |       |
| Población                     | Población                            | Población            | ???     |       |           |           |       |
| Fuente: Bustillos & Peñaranda |                                      |                      |         |       |           |           |       |